# Военное дело в средневековой Шотландии

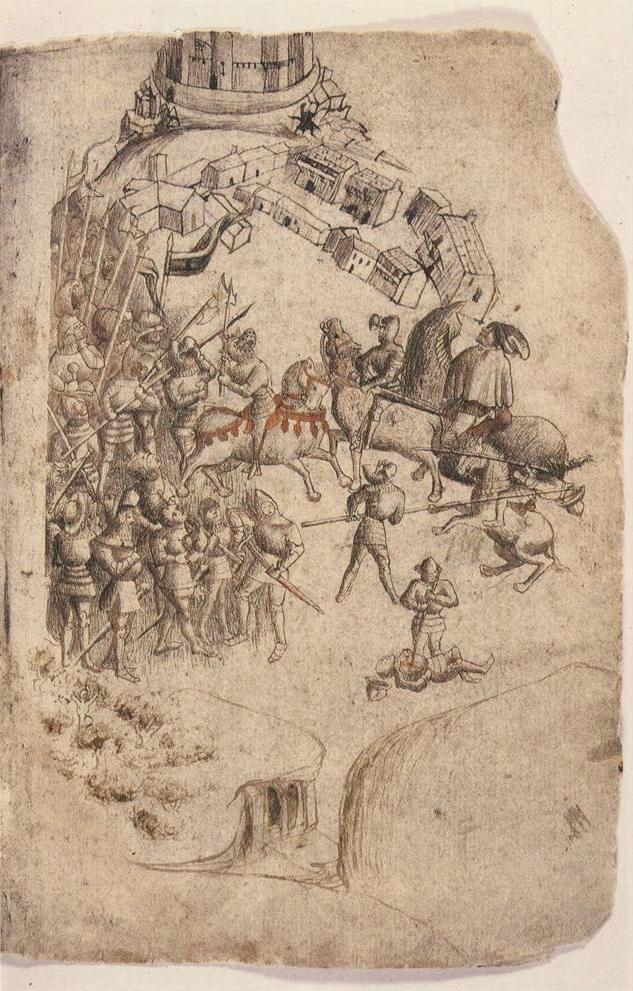
Битва при Баннокберне (иллюстрация из манускрипта Шотландской хроники Уолтера Боуэра 1440 г.

Военное дело в средневековой Шотландии включают в себя все военные действия в современных границах Шотландии или армии из этого региона, в период между уходом римлян в V в. и нововведениями эпохи Возрождения в начале XVI в. В этот период конфликты развивались от незначительных набегов до крупных войн вобравших в себя многие новшества континентальной войны.

## Раннее Средневековье

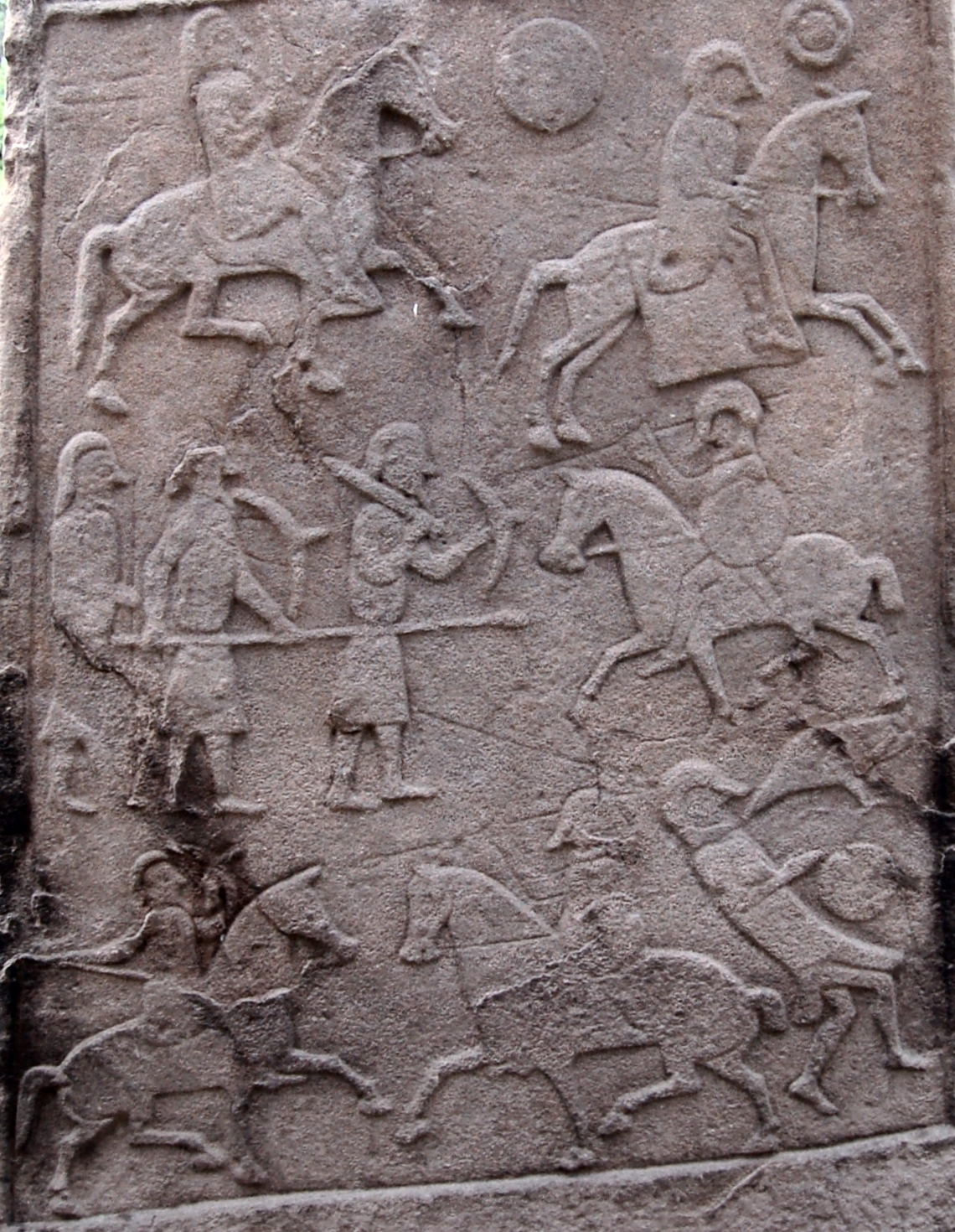
Изображённая на пиктском камне в Аберлемно битва, по основной версии - [Битва при Нехтансмере

865 г.]]

### Армия
В политически разделенном мире раннесредневековой Шотландии ядром большинства вооруженных сил были телохранители вождя или военный отряд. На бритских языках они назывались teulu, как и teulu Dewr («Военный отряд Дейры»). В латыни наиболее распространенным словом в этот период является tutores, оно происходит от латинского глагола tueor («защищать, оберегать от опасности») . В мирное время деятельность военной дружины была сосредоточена вокруг «Большого зала». Здесь, как в германской, так и в кельтской культурах, происходили пиры, пьянки и другие формы объединения мужчин, которые поддерживали целостность боевого отряда. В эпической поэме того времени «Беовульф» говорится, что военный отряд спал в Большом зале после того, как лорд удалялся в свою смежную спальню. Маловероятно, что численность какого-либо военного отряда в тот период превышала 120—150 человек, поскольку археологами в Северной Британии не было найдено ни одного зала вместимостью больше этого. Военный отряд был ядром более крупных армий, которые время от времени мобилизовывались для проведения кампаний значительного масштаба. Эти более крупные силы зависели от обязательств защищать провинцию или королевство на суше и на море. Ранние источники из Дал Риады указывают на попытку определить это как обязательство, основанное на владении землей, с обязательствами предоставить определённое количество людей или кораблей в зависимости от количества земли, находящейся во владении физического лица Пиктские камни, подобные тому, что находится в Аберлемно в Ангусе, изображают воинов с мечами, копьями, луками, шлемами и щитами. На этих изображениях может быть изображена пехота в строю или собранная вместе для защиты, а также конные войска, иногда в тяжелой броне, что наводит на мысль об элитной кавалерии.

### Городища
Ранние фортификационные сооружения в Шотландии, особенно на севере и западе, включали скромные каменные башни, известные как брохи и дуны, и, особенно на юге и востоке, более крупные городища, Есть свидетельства о существовании около 1000 городищ железного века в Шотландии, большинство из которых расположены ниже линии Клайд-Форт. Похоже, что они были в основном заброшены в римский период, но некоторые из них, по-видимому, были вновь заселены после их ухода. Большинство из них имеют круглую форму и окружены единственным частоколом. Крепости раннего Средневековья часто были меньше и компактнее, «зародышевой» конструкции, иногда использовавшей основные географические особенности, как в Данадде и Данбертоне. Большое количество крепостей на холмах в Шотландии, возможно, делало открытые сражения менее важными, чем это было в современной англосаксонской Англии, а относительно высокая доля королей, погибших в пожарах, свидетельствует о том, что осады были более важной частью военных действий в Северной Британии.

### Флот

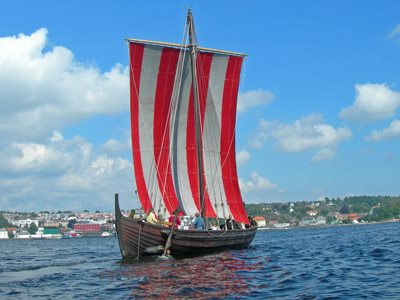
Современная копия викингского кнарра.

Морская мощь, возможно, также имела важное значение. Ирландские летописи сообщают о нападении пиктов на Оркнейские острова в 682 г., которое, должно быть, потребовало привлечения больших военно-морских сил, а также о том, что они потеряли 150 кораблей в результате катастрофы в 729 г. Корабли также были жизненно важны в десантных операциях в горной местности и на островах, а с VII века — у Сенчу. ферн-Албан указывает, что в Дал-Риате существовала система сбора судов, которая обязывала группы домохозяйств подготовить в общей сложности 177 судов и 2478 человек личного состава. Тот же источник упоминает о первом зарегистрированном морском сражении у Британских островов в 719 году и восьми морских экспедициях между 568 и 733 годами. Единственными судами, сохранившимися от этого периода, являются каноэ-долбленки, но изображения того периода предполагают, что, возможно, существовали лодки из кожи (похожие на ирландские каррахи) и более крупные весельные суда. Набеги и вторжения викингов на Британские острова были основаны на превосходящей морской мощи, что позволило создать талассократии на севере и западе. Викингский корабль, ставший ключом к их успеху, представлял собой изящную, длинную, узкую и легкую деревянную лодку с небольшой осадкой корпуса, рассчитанную на высокую скорость. Такая малая осадка позволяла плавать в водах глубиной всего 1 м. и высаживаться на берег, а малый вес позволял переносить судно по волокам. Длинные корабли также были двухконтурными, симметричные нос и корма позволяли кораблю быстро менять направление движения, не разворачиваясь.

## Высокое Средневековье

### Армия

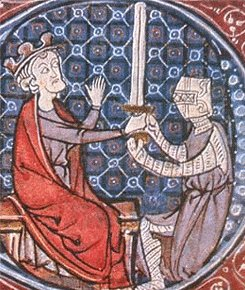
Давид I провозглашает рыцарем сквайра.

К XII веку возможность привлекать более широкие группы людей для участия в крупных кампаниях была официально оформлена как «общая» (communis exercitus) или «шотландская армия» (exercitus Scoticanus), основанная на всеобщем обязательстве, связанном с владением по-разному называемыми участками земли. Это можно было бы использовать для создания региональной армии, как это сделал будущий Роберт I, когда с 1298 по 1302 год, будучи графом Карриком, он собрал «мою армию Каррика», а также национальную шотландскую армию, как он поступил позже во время войн за независимость. В более поздних декретах указывалось, что в общую армию набирались все трудоспособные свободные мужчины в возрасте от 16 до 60 лет с 8-дневным предупреждением. Это привело к появлению относительно большого числа мужчин, служивших в течение ограниченного периода времени, как правило, в качестве небронированных или плохо вооруженных лучников и копейщиков. В этот период она продолжала собираться графами, и они часто вели своих людей в бой, как это было в битве штандартов в 1138 году. Это продолжало бы обеспечивать подавляющее большинство шотландских национальных армий, потенциально выпуская десятки тысяч солдат на короткие периоды конфликтов, вплоть до начала современной эры.
Также появились повинности, которые привели к менее многочисленным феодальным войскам. Введение феодализма в Шотландии обычно связывают с революцией Давида в XII веке. Когда Давид I вступил на шотландский престол в 1124 году, проведя большую часть своей жизни в качестве барона в Англии, он привел с собой несколько англо-нормандских вассалов, которым раздал земли и титулы, сначала в низменностях и на границах, а затем в буферных зонах на севере и Западе. Джеффри Барроу писал, что среди прочих изменений это принесло «фундаментальные новшества в военную организацию». Они включали в себя рыцарское вознаграждение, оммаж и присягу на верность, а также строительство замков и регулярное использование профессиональной кавалерии, поскольку рыцари владели замками и поместьями в обмен на службу, предоставляя войска на 40-дней. Нормандские вассалы Давида и их свита смогли выставить около 200 конных рыцарей в доспехах, но подавляющее большинство его войск представляли собой «обычную армию» из плохо вооруженной пехоты, способной хорошо участвовать в рейдах и партизанской войне, но лишь в редких случаях способной противостоять англичанам на поле битвы, что им удалось сделать во время войн за независимость при Стерлингском мосту в 1297 г. и Бэннокберне в 1314 г.

### Замки
Замки, в смысле укрепленной резиденции лорда или дворянина, появились в Шотландии в результате того, что Давид I поощрял нормандскую и французскую знать к феодальному устройству, особенно на юге и востоке, и были способом контроля над спорными низменностями. В основном это были деревянные сооружения типа мотт и бейли, представляющие собой возвышенную гору или мотт, увенчанную деревянной башней и большим прилегающим ограждением или бейли, которые обычно окружались рвом и частоколом, и соединены деревянным мостом. Они различались по размеру — от очень крупных, таких как Басс Инверури, до более скромных, таких как Балмаклеллан.

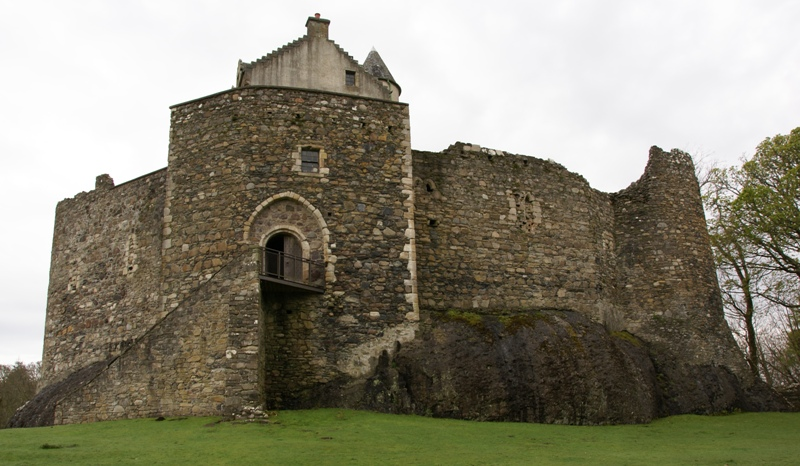
Замок Данстаффнэйдж, один из старейших сохранившихся каменных шотландских замков, датируемый в основном XIII в.

В Англии многие из этих сооружений были превращены в каменные замки донжон в XII в., но в Шотландии большинство из тех, что находились в постоянном пользовании, были каменными замками с высокой крепостной стеной.. В дополнение к баронским замкам существовали королевские замки, часто более крупные и обеспечивающие оборону, жилье для странствующего шотландского двора и местный административный центр. К 1200 г. они включали в себя укрепления в Эйре и Берике. Во время войн за независимость Шотландии Роберт I проводил политику разрушения замков, вместо того чтобы позволять англичанам легко захватывать крепости и удерживать их, начиная с собственных замков в Эре и Дамфрисе, включая Роксбург и Эдинбург.

### Флот
В Горной Шотландии и на островах на смену длинным кораблям постепенно пришли (в порядке возрастания размера) «бирлинн», «хайлендская галера» и «лимфад», которые были построены методом клинкера, обычно с центральной ступенчатой мачтой, но также с веслами, которые позволяли ими грести. Как и у баркаса, у них были высокие нос и корма, и они все ещё были достаточно маленькими и легкими, чтобы их можно было перетаскивать через волоки, но с конца XII в. рулевая доска была заменена кормовым рулем. Они могли сражаться на море, но редко могли сравниться с вооруженными кораблями шотландского или английского флотов. Однако обычно они могли обгонять более крупные суда и были чрезвычайно полезны в быстрых набегах и бегстве. Численность кораблей формировалась за счет корабельного сбора в рамках системы унселендов и пеннилендов, которые, как утверждается, восходят к системе сбора в Дал Риаде, но, вероятно, были введены скандинавскими поселенцами. Более поздние свидетельства свидетельствуют о том, что поставка кораблей для войны стала связана с феодальными обязательствами, и кельтско-скандинавские лорды, которые ранее вносили взносы в результате общего налога на землевладение, стали удерживать свои земли в обмен на определённое количество и размеры кораблей, поставляемых королю. Этот процесс, вероятно, начался в XIII в., но усилился при Роберте I. Важность этих кораблей была подчеркнута тем, что они стали широко использоваться в изображениях на могильных плитах и в геральдике по всему нагорью и на островах.

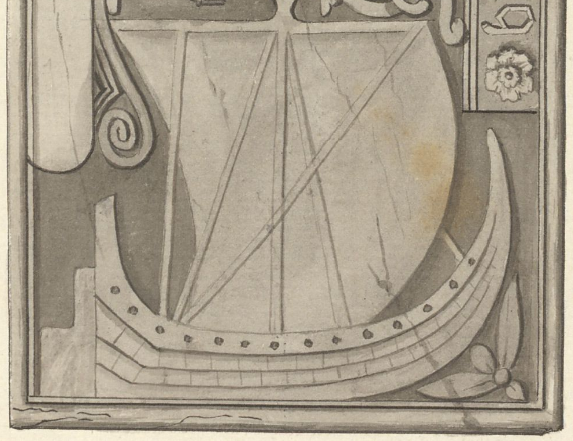
Изображение бирлинна с надгробия шестнадцатого века в часовне Макдуфи в Оронсее, выгравированное в 1772 г.

В средневековых летописях есть упоминания о флотах, которыми командовали шотландские короли, включая Вильгельма Льва и Александра II. Последний лично повёл большой флот, который отплыл из залива Ферт-оф-Клайд и встал на якорь у острова Керрера в 1249 году, намереваясь перевезти свою армию в поход против Королевства Островов, но он умер до того, как кампания могла начаться. Военно-морская мощь викингов была подорвана конфликтами между скандинавскими королевствами, но вступила в период возрождения в XIII веке, когда норвежские короли начали строить одни из самых больших кораблей, которые можно было увидеть в водах Северной Европы. Среди них был построенный в Бергене в 1262—1263 гг. Кристсудин короля Хакона IV, длиной 79 метров и состоящий из 37 комнат. В 1263 году Хакон откликнулся на планы Александра III относительно Гебридских островов, лично возглавив крупный флот из сорока судов, включая «Кристсудин», к островам, где местные союзники увеличили его численность до 200 кораблей. Записи указывают на то, что Александр построил в Эре несколько больших весельных кораблей, но он избежал морского сражения. Поражение на в сухопутной битве при Ларгсе и зимние штормы вынудили норвежский флот вернуться домой, что сделало Шотландию главной державой в регионе и привело к уступке Западных островов Александру в 1266 году.